# ترملویر
ترملویر (به فرانسوی: Tréméloir) یک کامین در فرانسه است که در Canton of Châtelaudren واقع شده‌است.

## خصوصیات
ترملویر ۴٫۶۹ کیلومترمربع مساحت و ۶۹۲ نفر جمعیت دارد.